# ستيفان ديو شميت
ستيفان ديو شميت (بالدنماركية: Stefan Due Schmidt)‏ هو متزلج سريع دنماركي، ولد في 28 أغسطس 1994 في كوبنهاغن في الدنمارك.

## وصلات خارجية
- الموقع الرسمي
- ستيفان ديو شميت على موقع SpeedSkatingBase.eu (الإنجليزية)
- ستيفان ديو شميت على موقع SpeedSkatingNews.info (الإنجليزية)
- ستيفان ديو شميت على موقع SpeedSkatingStats.com (الإنجليزية)
- ستيفان ديو شميت على موقع ShortTrackOnLine.info (الإنجليزية)
- ستيفان ديو شميت على موقع أوليمبيديا (الإنجليزية)